# علی‌آباد (جغین)
علی‌آباد (بشاگردی‌ها)، روستایی در دهستان جغین جنوبی بخش جغین شهرستان رودان در استان هرمزگان ایران است.

## جمعیت
بر پایه سرشماری عمومی نفوس و مسکن در سال ۱۳۹۵، جمعیت این روستا برابر با ۱۷۶ نفر (۵۴ خانوار) بوده‌است.